# Guilty Pleasure
Albums de Ashley Tisdale
Headstrong
(2007)
Guilty Pleasure est le second album studio de la chanteuse Ashley Tisdale. Le nom de l’opus fut révélé dans l'interview du magazine Cosmopolitan. Il est sorti le 16 juin 2009.

## Informations
De septembre 2008 à janvier 2009, Ashley a enregistré environ une vingtaine de chansons dont elle en a coécrit trois. Elle a retravaillé avec Tommy Page qui a travaillé sur Headstrong avec elle. Dans presque chaque interview, quand on lui posait des questions sur son deuxième album, elle donnait une information.
Pour elle, l’album était plus rock que pop. Il décrit un peu son état du moment. Elle veut changer la vision que les gens ont vu d’elle. L’album est plus sexy que le premier. En octobre, elle déclare que l’album était fini à 80 %. En août ou septembre, une chanson du nom de I'm Back sort sur le web. À l'origine, elle devait être sur l’album, mais elle a été enlevée. Dans une interview en février du magazine Cosmopolitan, elle révèle le nom de l’opus qui est Guilty Pleasure. Elle annonce aussi deux chansons qui seront sur l’album, nommées Hot Mess et How Do You Love Someone. Hot Mess parle d’Ashley qui sort à moto avec un mauvais garçon. How Do You Love Someone raconte l’histoire d'une fille qui a vu une grande dispute entre ses parents.

## Liste des chansons
Ashley Tisdale a révélé la liste des titres des chansons figurant dans son nouvel album le 22 avril 2009. On peut aussi trouver d'autres chansons qui ne figurent pas sur l'album.
Par exemple le titre Guilty Pleasure, qui porte le même nom que le disque, ainsi que Blame It On The Beat, Last Christmas, I'm Back, Time's Up. Ces titres se trouvent seulement sur l'edition Disc Guilty Pleasure Limited.
| No  | Titre                   | Notes                            | Durée |
| --- | ----------------------- | -------------------------------- | ----- |
| 1.  | Acting Out              |                                  |       |
| 2.  | It's Alright, It's OK   | Premier single                   |       |
| 3.  | Masquerade              |                                  |       |
| 4.  | Overrated               |                                  |       |
| 5.  | Hot Mess                |                                  |       |
| 6.  | How Do You Love Someone |                                  |       |
| 7.  | Tell Me Lies            |                                  |       |
| 8.  | What If                 |                                  |       |
| 9.  | Erase & Rewind          |                                  |       |
| 10. | Hair                    |                                  |       |
| 11. | Delete You              |                                  |       |
| 12. | Me Without You          |                                  |       |
| 13. | Crank It Up             | Deuxième single                  |       |
| 14. | Switch                  |                                  |       |
| 15. | I'm Back                | Uniquement sur l’édition limitée |       |
| 16. | Watcha Waiting For      | Uniquement sur l’édition limitée |       |
| 17. | Blame It On The Beat    | Uniquement sur l’édition limitée |       |
| 18. | Time's Up               | Uniquement sur l’édition limitée |       |
| 19. | Guilty Pleasure         | Uniquement sur l'édition limitée |       |

## Single
- Le 3 mars, le site officiel d'Ashley annonce que le premier single est It's Alright, It's OK. Le single est mis en vente sur iTunes le 14 mars 2009. Le single sort physiquement le 14 avril aux États-Unis et au Canada.

- Crank It Up est choisi comme le second single de l'album. Le clip fut diffusé en avant première le 5 octobre 2009 et mit en vente physiquement le 9 octobre en France et le 16 octobre dans le reste de l'Europe. Aucune sortie n'est prévu pour le moment[Quand ?] aux États-Unis.

- Masquerade est aussi un single de l'album. Il n'a pour l'instant pas de clip officiel mais a été mis en vente par iTunes le 15 juin 2009

## Réception et ventes
Guilty Pleasure eut un accueil moyen en comparaison à son 1er album. La plupart des critiques se basent sur le changement de style d'Ashley. Le virage pop/rock de l'album est très différent de ce qu'à put faire Ashley avec son premier album Headstrong. Commercialement, l'album a débuté à la 12e place du billboard 200 avec 45 000 exemplaires, ce qui moins bon comparé au premier album qui s'était vendu à 84 000 exemplaires dans sa première semaine. À ce jour, il en est à 100 000. Côté mondial, l'album s'est vendu à 500 000 copies. 